# Ontario Highway 17
Der King’s Highway 17 mit einer Länge von 1964 km ist der längste in der kanadischen Provinz Ontario. Er zählt zum Trans-Canada Highway-System. Der Beginn des Highways liegt an der Grenze zu Manitoba und er endet westlich von Ottawa.

## Streckenbeschreibung

### Manitoba – Thunder Bay
Der Highway 17 ist die Fortsetzung des Manitoba Highway 1. Der Highway führt durch ausgedehnte Nadelwälder, die Landschaft baut auf dem urzeitlichen kanadischen Schild auf. Der Highway führt nach Osten durch dünn besiedeltes Gebiet. Die erste größere Stadt ist Kenora, dort dient Highway 17A als Umgehungsstraße. Ca. 10 km östlich von Kenora zweigt der Ontario Highway 71 nach Süden hin ab. Dieser ist auch Bestandteil des Trans-Canada-Highway-Systems und bildet zusammen mit dem Highway 11 eine südliche Alternativroute. Er führt an seinem Ende über die Grenze zwischen Kanada und den Vereinigten Staaten nach International Falls in Minnesota.
Die Highways 17 und 71 umschließen den Eagle Dogtooth Provincial Park, der südlich vom Highway 17 liegt. Weitere 40 km später stößt der Highway auf den Winnange Lake Provincial Park. Die Route folgt weiter ostwärts, um bei Two Mile Corner, einem Vorort von Dryden, nach Süden hin abzuknicken. 3 km südlich, in der eigentlichen Stadt, schwenkt dann wieder die Straßenführung nach Osten, 8 km östlich von Dryden nach Südosten in Richtung Lake Superior. Ungefähr 60 km westlich von Thunder Bay stößt von Westen her kommend der Highway 11 zum Highway 17. Damit ist dieser südliche Ast des Trans-Canada-Highways beendet. Am Ortseingang stößt von Süden her kommend der Ontario Highway 61 auf den Highway 17; dieser führt am westlichen Stadtrand als Umfahrung vorbei an Thunder Bay und ist in dem Bereich als Expressway ausgebaut.

### Thunder Bay – Sudbury
Dieser Abschnitt führt entlang der Küste zum Lake Superior. Vorbei am Sleeping Giant Provincial Park verläuft die Route in Doppelauszeichnung mit Highway 11 nach Nordosten. Am nördlichsten Punkt des Sees, am Zufluss des Nipigon Rivers an der Nipigon Bay, zweigt der Highway 11 wieder ab. Dieser bietet nun eine nördliche alternative Streckenführung des Trans-Canada-Highways und endet in Toronto. Südlich des Highways liegt nun der Ruby Lake Provincial Park. Die Route folgt nun dem Nordufer des Sees bei Marathon. Dort wird großräumig der Pukaskwa National Park umfahren, der am Pic River sein nördliches Ende hat und sich am östlichen Ufer des Superior Lakes befindet. In Wawa stößt der Highway wieder an das Seeufer. Dort zweigt auch der Highway 101 nach Osten hin ab, über den gemeinsam mit dem Highway 144 die Strecke nach Sudbury abgekürzt werden kann. Der Highway 17 führt weiter nach Süden nun durch den Lake Superior Provincial Park. 130 km südlich des Parks liegt Sault Ste. Marie, von wo aus der Highway 17 Anschluss an den US-amerikanischen Interstate 75 hat.
Von dort aus verläuft der Highway entlang des Saint Marys Rivers nach Osten hin und gelangt damit zum Lake Huron, an dessen Nordufer, dem North Channel er bis Spanish folgt. In Espanola zweigt der Highway 6 ab. Dieser führt auf die Insel Manitoulin, die den North Channel vom Lake Huron trennt. Die Route verläuft weiter nach Osten und kommt damit nach Greater Sudbury, kurz auch nur Sudbury genannt. Die Route ist als Umfahrung um die Stadt gebaut, im Süden zweigt der Highway 69 ab, der später in den Highway 400 nach Toronto übergeht. Auch diese Highways sind Bestandteil des Trans-Canada-Highways.

### Sudbury – Ottawa
Der Highway führt entlang des südöstlichen Randes des Sudbury-Beckens in einem Bogen in den Osten der Stadt und wendet sich wieder ostwärts. Vorbei an Markstay-Warren und West Nipissing gelangt der Highway an den Lake Nipissing. Er verläuft durch den Norden von North Bay, wo auch von Norden her kommend Highway 11 wieder auf die Route trifft. Beide Highways haben für die nächsten 4 km eine gemeinsame Streckenführung in einem Bogen nordöstlich um die Stadt herum, danach trennen sich die Routen wieder, Highway 11 führt weiter nach Süden Richtung Toronto. Highway 17 befindet sich nun im Ottawa-Bonnechere Graben und verläuft parallel zum Mattawa River. Dieser mündet in Mattawa in den Ottawa River, dessen südlichem Ufer die Route weiter folgt. Bei Pembroke, kürzt Highway 17 eine Flussschleife ab, verläuft jedoch wieder ab Horton parallel zum Fluss. Vor Arnprior endet der Highway, die alte Strecke wurde als Freeway ausgebaut; dieser Freeway wird als Highway 417 Richtung Ottawa geführt.

## Sehenswertes

### Thunder Bay
Thunder Bay ist eine Großstadt am westlichen Ufer des Lake Superior gelegen. Sie hat ca. 108.000 Einwohner und ist damit die zweitgrößte Stadt im nördlichen Ontario. Sie wurde durch den Zusammenschluss mehrerer historischer Städte gebildet, darunter Fort William. In diesem Ortsteil liegt auch das gleichnamige Nachbau des historischen Forts, das zu Beginn des 19. Jahrhunderts ein bedeutender Fellhandelsposten war.

### Lake Superior
Der Lake Superior, zu deutsch Oberer See, ist der nördlichste der Großen Seen in Nordamerika. Er ist der flächenmäßig größte Süßwassersee der Erde und nach dem kaspischem Meer das zweitgrößte Binnengewässer der Erde. Zahlreiche Schutzgebiete, darunter die Lake Superior National Marine Conservation Area, befinden sich am Ufer des Sees.

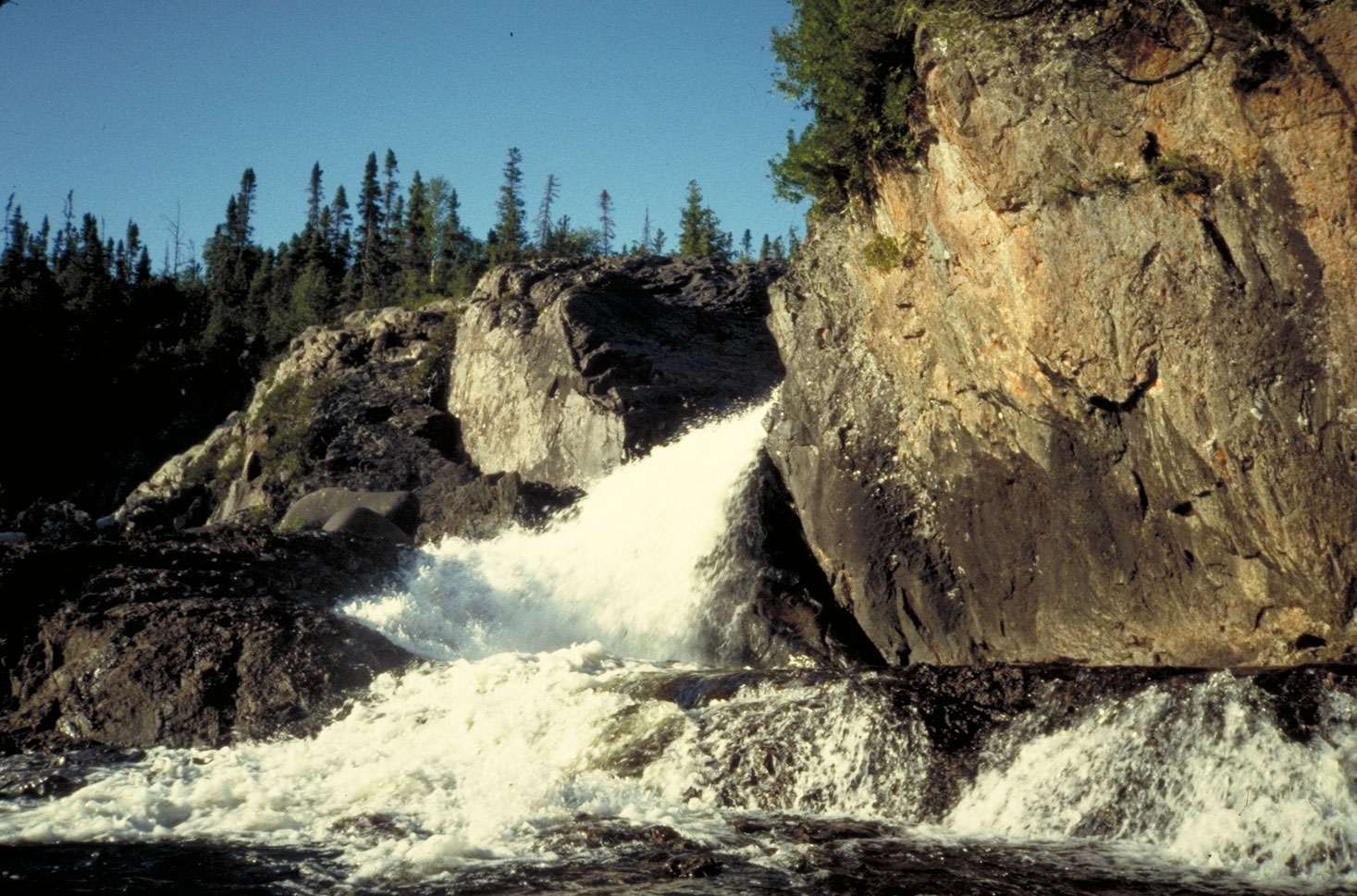
Cascade River im Pukaskwa National Park

### Pukaskwa National Park
Der Nationalpark befindet sich am östlichen Ufer des Lake Superior, südlich vom Highway bei Marathon gelegen. Er ist der größte Nationalpark in Ontario und steht unter der Verwaltung von Parks Canada gemeinsam mit den Stämmen der First Nations, den Anishinabe und Métis. Der Nationalpark bietet Einblick in das Ökosystem der borealen Wälder und man kann Einblick erhalten in die erdgeschichtliche Entwicklung des kanadischen Schildes.

### Lake Huron
Der Lake Huron, zu deutsch Huronsee, befindet sich östlich vom Lake Superior und wird von diesem über den Saint Marys River gespeist. Die größte Binnenseeinsel der Welt, Manitoulin, liegt im nördlichen Bereich des Sees.

### Sudbury und Sudbury Basin
Das Sudbury-Becken wurde vor 1,8 Milliarden Jahren durch den Einschlag eines Meteoriten geschaffen. Ein ca. 10 km großer Asteroid ist nordwestlich der Gegend von Sudbury eingeschlagen und hat einen ca. 200 km großen Krater hinterlassen. Aufgrund von geologischen Prozessen ist dieser auf 60 km × 30 km geschrumpft. Durch den Impakt wurde die chemische Zusammensetzung der Erdoberfläche in diesem Bereich verändert, sodass es hier die weltgrößten Nickel-Lagerstätten gibt.
Inmitten des Beckens liegt die größte Stadt im Norden Ontarios, Sudbury. Die Stadt ist bekannt für den Nickelabbau, so werden auch zahlreiche touristische Ziele angeboten, die sich diesem Thema widmen. Die größte Attraktion der Stadt ist das Science North, ein Wissenschaftsmuseum. Darüber hinaus befindet sich in Sudbury der Inco Superstack, der zweitgrößte Schornstein der Welt, mit einer Höhe von 381 m etwa so hoch wie das Empire State Building und das zweitgrößte Bauwerk nach dem CN Tower, Toronto, in Kanada.

## Ausbauprojekte

### Northern Ontario
Im nördlichen Teil der Provinz erfolgt ein weiterer vierspuriger Ausbau. Dabei sollen der Abschnitte von der Provinzgrenze zu Manitoba über eine Länge von 15 km ausgebaut werden. Weiterhin werden 33 km der Ortsumfahrung von Thunder Bay sowie weitere 16 km im Bereich des Nipigon Rivers auf vier Fahrspuren erweitert.